# Maafaru (Noonu-atol)
Maafaru is een van de bewoonde eilanden van het Noonu-atol behorende tot de Maldiven.

## Demografie
Maafaru telt (stand september 2006) 533 vrouwen en 489 mannen.